# Drei Romanzen für Oboe und Klavier
Die Drei Romanzen für Hoboe (= Oboe) (ad libitum Violine) und Begleitung des Pianoforte (= Klavier) op. 94 sind eine Komposition von Robert Schumann. Sie entstanden vom 7. bis zum 12. Dezember 1849 in Düsseldorf und wurden 1851 in Bonn beim Verlag Simrock herausgegeben. 
Trotz der Flucht Schumanns im Jahr 1849 von Dresden nach Düsseldorf war dieses Jahr sein produktivstes. Neben vielen Gesängen komponierte Schumann mehrere Kammermusiken für Klavier und ein wenig gespieltes Instrument, das Alternativen zuließ. So komponierte er ein Adagio und Allegro für Horn und Klavier, zum möglichen Austausch des Horns sah Schumann Violine oder Violoncello vor. Überhaupt wählte Schumann für diese Jahre ungewöhnliche Besetzungen, wie im Konzertstück für vier Hörner und Orchester oder auch Stücke für Cello und Klavier, wie man sie in der Romantik fast nur vom klassisch geprägten Felix Mendelssohn Bartholdy kennt.
Bei den drei Romanzen für Oboe/Violine und Klavier ließ Schumann kein Duo mit der sonst so geliebten Klarinette zu, wie es der Verleger anforderte. In einer Antwort in Form eines Briefes an den Verleger Simrock in Bonn schrieb Schumann, er hätte diese Stücke anders geschrieben, seien sie für Klarinette gedacht gewesen. Dennoch liegt heutigen Ausgaben von Schumanns op. 94 neben der Oboen- und Violinenstimme auch eine Stimme für Klarinette, Fagott bzw. Violoncello bei.
Die drei Sätze sind überschrieben und haben die Charakteristika:
1. Nicht schnell. a-moll, 3/4 Takt, Viertel = 100.
2. Einfach, innig. A-Dur, 4/4 Takt, Viertel = 104.
3. Nicht schnell. a-moll, 4/4 Takt, Viertel = 100.

Die Gesamtdauer ist etwa 11 bis 12 Minuten.